# 松平頼明 (伯爵)
松平 賴明（まつだいら よりひろ、1909年8月13日 - 1990年2月23日）は、高松松平家13代当主。華族制度廃止までは伯爵。第2代本郷学園理事長、第4代本郷中学校・高等学校長。ボーイスカウト日本連盟理事、同国際コミッショナー、日本ユネスコ協会連盟理事長などを歴任した。ブロンズ・ウルフ章受章者。戦前は陸軍技術将校（最終階級は技術少佐）。

## 経歴
1909年（明治42年）、東京市本郷区池之端七軒町（東京都文京区七軒町）に、松平胖・俊子夫妻の長男として生まれる。初名は廣。父胖は高松松平家の12代当主・伯爵松平頼寿の同母弟で海軍軍人（のちに海軍大佐）であり、母俊子は侯爵鍋島直大の六女。
1915年（大正4年）、暁星小学校へ入学。1919年（大正8年）9月、10歳で、子のなかった伯父の頼寿・昭子夫妻の養子となる。頼寿には認知した庶子がいたが、妻の昭子の主張により、相談役を交えた会議で廣が伯爵家の嗣子と決まった。実母である俊子にこの話が知らされたのは、会議による決定後のことだった。初名の読みをとり、高松松平家の通字の"頼"をつけて、頼明（よりひろ）と改名、養子入籍し、水道橋の本邸に移った。里心がつかぬようにと、幼少の頼明と実父母が会う機会は控えられたという。1922年（大正11年）暁星小学校尋常科卒業後、学習院中等科に入学。永井道明邸に17歳頃まで寄宿した。1927年（昭和2年）学習院高等科に進学。1929年（昭和4年）、従五位下に叙される。少年時代よりアマチュア無線に興味を持ち、1931年（昭和6年）、学習院高等科を卒業後、早稲田大学理工学部電気科に入学。華族としては珍しく、技術者としてのコースを進んだ。
1934年（昭和9年）、早稲田大学卒業後、陸軍科学研究所に入所、雇員となる。主に電波探知機（レーダー）の開発研究にあたった。なお、日本陸軍の開発研究していたドップラー・レーダーは、終戦にいたるまでも実現化できなかった。1936年（昭和11年）、伯爵酒井忠克の三女・香枝子と結婚。1937年（昭和12年）、陸軍科学研究所登戸実験場（登戸研究所）に転任。1938年（昭和13年）、陸軍技師となり、高等官七等に任じられる。1940年（昭和15年）4月、勲六等瑞宝章受章。1941年（昭和16年）、高等官六等、陸軍兵技少佐となる。1943年（昭和18年）、多摩陸軍技術研究所（立川市）に転任。1944年（昭和19年）、養父・頼寿の死により、家督相続。伯爵となる。1945年（昭和20年）3月、多摩陸軍技術研究所関西出張所（宝塚市）に転任。8月に終戦を迎えた。
同年9月、妻子とともに高松に移住し、高松城址内の披雲閣の2階に5年間ほど居住した。披雲閣の1階部分や桜の馬場は進駐軍に接収されていた。進駐軍は頼明が伯爵であり80年前には殿様であること、城址の所有者ということにそれなりの敬意を示し、頼明も彼らから英会話を学んだりした。1946年（昭和21年）1月、公職追放を受ける。同年4月従四位となるが、翌1947年（昭和22年）5月、爵位を失った。
1948年（昭和23年）、有明浜で行われたボーイスカウト指導者の講習を受講し、ボーイスカウト運動にかかわる。きっかけは、当時香川県のある中学校でクラス全員が万引きで補導された事件があったことだったという。1950年（昭和25年）、ボーイスカウト香川連盟理事長、1951年（昭和26年）2月、ボーイスカウト日本連盟理事となる。1953年（昭和28年）7月、第3回アメリカジャンボリー日本派遣団団長を務める。1954年（昭和29年）、ボーイスカウト日本連盟「たか章」を受章。その後、1957年（昭和32年）5月、日本ボーイスカウト連盟副国際コミュッショナーとなり、ボーイスカウト世界会議などでの日本代表を多く務めた。1976年（昭和51年）2月、日本ボーイスカウト連盟国際コミュッショナーとなる。1981年（昭和56年）8月、ボーイスカウト世界連盟功労章ブロンズ・ウルフ章を受章した。また、1989年（平成元年）、ボーイスカウト日本連盟「きじ章」を受章した。
また、戦中の1944年（昭和19年）の養父・頼寿の死により、本郷学園理事長を引き継いでいたが、当時は軍人として研究所勤務であったことから、頼寿が兼任していた校長は従兄弟にあたる徳川宗敬が就任した。戦後の1949年（昭和24年）、多忙のため宗敬が校長を退き、続いて内山静一が3代目校長となった。ついで、1958年（昭和33年）6月、頼明が同校の4代目校長となった。以後、死去まで31年にわたり校長を務めた。1980年（昭和55年）11月、勲四等旭日小綬章を受章。
ユネスコ運動にもかかわり、1959年（昭和34年）に日本ユネスコ協会連盟理事、1965年（昭和40年）に同連盟理事長となった。
1990年（平成2年）2月23日、死去。享年82（満80歳）。護国寺で葬儀が行われたほか、本郷学園で学園葬が営まれた。

## 妻子
- 妻：香枝子（1916年-1997年、伯爵酒井忠克三女）
  - 長男：頼武（1938年-）
  - 次男：頼典（1940年-）

長男・頼武は、2012年にブロンズ・ウルフ章を受章している。

## その他
- 華族が技術将校となる例は少ないが、義理の叔父（養母昭子の弟）に造船技術者・徳川武定、従兄弟（頼寿・胖の妹の子）にゼロ戦の振動研究にあたった松平精がいる。
- ソニーの井深大は早稲田大学時代の1年先輩であり、戦後ソニーの前身の東京無線通信の創立に誘いがあり、頼明も無線は専門分野のため興味があったが、経済はいつどうなるか分からないとの家職のアドバイスにより諦めたという[10]。戦後は主に、養父から引き継いだ本郷学園の経営に力を注いだ。
- 乗馬を趣味とし、日本社会人団体馬術連盟会長や東京都馬術連盟顧問など馬術・乗馬関係の役職にも就いている。2人の息子も乗馬をたしなみ、次男・頼典は1964年の東京オリンピックに馬術選手として出場した。